# Scegli me (Un mondo che tu non vuoi)
Scegli me (Un mondo che tu non vuoi) è il secondo singolo estratto dall'album Wow (2011) del trio bergamasco dei Verdena.
Il 18 marzo 2011 il brano è stato diffuso in tutte le radio, mentre l'8 aprile 2011 è stato presentato in anteprima sul sito del Corriere della Sera il video musicale del singolo in questione diretto dal regista Saku e prodotto da Marco Salom. Il video è stato girato tra l'Abruzzo e Ostia (le scene sulla spiaggia).
Lei disse (Un mondo del tutto differente) è stata scritta subito dopo Scegli me (Un mondo che tu non vuoi). Presentano delle similitudini nel titolo e nelle tematiche affrontate nel testo pertanto sono stati scelti rispettivamente come ultima e prima traccia per conferire al disco un andamento circolare.
Il 25 dicembre 2011 Scegli me (Un mondo che tu non vuoi) si posiziona al secondo posto nella classifica 'Le dieci canzoni del 2011' pubblicata da il Fatto Quotidiano, dietro a Someone like You di Adele.

## Formazione
Gruppo
- Alberto Ferrari - voci, piano, mellotron
- Luca Ferrari - batteria, sintetizzatore, moog, tastiere
- Roberta Sammarelli - basso, mellotron

Esibizioni dal vivo
- Omid Jazi - cori, tastiere (solo live)